# Relais 4 × 400 mètres masculin aux championnats du monde d'athlétisme 2007
Navigation
Helsinki 2005 Berlin 2009
L'épreuve du relais 4 × 400 mètres masculin des championnats du monde d'athlétisme 2007 s'est déroulée les 1er et 2 septembre 2007 dans le stade Nagai d'Osaka au Japon. Elle est remportée par l'équipe des États-Unis (LaShawn Merritt, Angelo Taylor, Darold Williamson et Jeremy Wariner).
15 équipes étaient inscrites.

## Records
| Record du monde            | 2 min 54 s 20 | Young-Pettigrew-Washington-Johnson    | États-Unis         | 22 juillet 1998   | Uniondale (New York) |
| Record des championnats    | 2 min 54 s 29 | Valmon-Watts-Reynolds-Johnson         | États-Unis         | 22 août 1993      | Stuttgart            |
| Meilleure performance 2007 | 2 min 59 s 18 | Rock-Brew-Merritt-Williamson          | États-Unis « Red » | 28 avril 2007     | Philadelphie         |
| Record d'Afrique           | 2 min 58 s 68 | Chukwu-Monye-Bada-Udo-Obong           | Nigeria            | 30 septembre 2000 | Sydney               |
| Record d'Asie              | 3 min 00 s 76 | Karube-Ito-Osakada-Omori              | Japon              | 3 août 1996       | Atlanta              |
| Record d'Amérique du Nord  | 2 min 54 s 20 | Young-Pettigrew-Washington-Johnson    | États-Unis         | 22 juillet 1998   | Uniondale            |
| Record d'Amérique du Sud   | 2 min 58 s 56 | de Araújo-da Silva-dos Santos-Parrela | Brésil             | 30 juillet 1999   | Winnipeg             |
| Record d'Europe            | 2 min 56 s 60 | Thomas-Baulch-Richardson-Black        | Royaume-Uni        | 3 août 1996       | Atlanta              |
| Record d'Océanie           | 2 min 59 s 70 | Frayne-Minihan-Mitchell-Clark         | Australie          | 11 août 1984      | Los Angeles          |

## Médaillés
| Or                                           | Argent                                | Bronze                                         |
| États-Unis Merritt-Taylor-Williamson-Wariner | Bahamas Moncur-Mathieu-Williams-Brown | Pologne Plawgo-Dabrowski-Marciniszyn-Kozłowski |

## Résultats

### Finale (2 septembre)
| Rang               | Pays                   | Athlète                                                            | Temps              |
| ------------------ | ---------------------- | ------------------------------------------------------------------ | ------------------ |
| Médaille d'or      | États-Unis             | LaShawn Merritt Angelo Taylor Darold Williamson Jeremy Wariner     | 2 min 55 s 56 (WL) |
| Médaille d'argent  | Bahamas                | Avard Moncur Micheal Mathieu Andrae Williams Chris Brown           | 2 min 59 s 18 (SB) |
| Médaille de bronze | Pologne                | Marek Plawgo Daniel Dabrowski Marcin Marciniszyn Kacper Kozłowski  | 3 min 00 s 05 (SB) |
| 4                  | Jamaïque               | Michael Blackwood Ricardo Chambers Leford Green Sanjay Ayre        | 3 min 00 s 76      |
| 5                  | Russie                 | Maksim Dyldin Vladislav Frolov Konstantin Svechkar Denis Alekseyev | 3 min 01 s 62      |
| 6                  | Royaume-Uni            | Andrew Steele Robert Tobin Richard Buck Martyn Rooney              | 3 min 02 s 94      |
| 7                  | République dominicaine | Felix Sánchez Yoel Tapia Carlos Santa Arismendy Peguero            | 3 min 03 s 56      |
| 8                  | Allemagne              | Ingo Schultz Simon Kirch Kamghe Gaba Bastian Swillims              | 3 min 07 s 40      |

### Demi-finales (1erseptembre)
Les trois premières équipes de chaque demi-finale et celles avec les deux meilleurs temps se sont qualifiées pour la finale
| Rang | Pays                   | Athlète                                                            | Temps                |
| ---- | ---------------------- | ------------------------------------------------------------------ | -------------------- |
| 1    | Bahamas                | Nathaniel McKinney Micheal Mathieu Chris Brown Andrae Williams     | 3 min 00 s 37 Q (SB) |
| 2    | Jamaïque               | Michael Blackwood Ricardo Chambers Leford Green Sanjay Ayre        | 3 min 00 s 99 Q      |
| 3    | Russie                 | Maksim Dyldin Vladislav Frolov Konstantin Svechkar Denis Alekseyev | 3 min 01 s 07 Q (SB) |
| 4    | Royaume-Uni            | Andrew Steele Robert Tobin Richard Buck Martyn Rooney              | 3 min 01 s 22 q (SB) |
| 5    | République dominicaine | Carlos Santa Arismendy Peguero Yoel Tapia Felix Sánchez            | 3 min 02 s 49 q      |
| 6    | Australie              | Sean Wroe Dylan Grant Kurt Mulcahy Mark Ormrod                     | 3 min 02 s 59 (SB)   |
| 7    | France                 | Mathieu Lahaye Brice Panel Fadil Bellaabouss Leslie Djhone         | 3 min 04 s 45        |
| 8    | Nigeria                | Bolaji Lawal James Godday Victor Isaiah Saul Weigopwa              | 3 min 06 s 04        |

| Rang | Pays              | Athlète                                                               | Temps              |
| ---- | ----------------- | --------------------------------------------------------------------- | ------------------ |
| 1    | États-Unis        | Bershawn Jackson Kerron Clement Darold Williamson Angelo Taylor       | 3 min 01 s 46 Q    |
| 2    | Allemagne         | Ingo Schultz Kamghe Gaba Simon Kirch Bastian Swillims                 | 3 min 02 s 21 Q    |
| 3    | Pologne           | Rafal Wieruszewski Witold Banka Marcin Marciniszyn Daniel Dabrowski   | 3 min 02 s 39 Q    |
| 4    | Japon             | Yuki Yamaguchi Yusuke Ishitsuka Kenji Narisako Mitsuhiro Sato         | 3 min 02 s 76      |
| 5    | Trinité-et-Tobago | Ato Modibo Jovon Toppin Jarrin Solomon Renny Quow                     | 3 min 02 s 92 (SB) |
| 6    | Grèce             | Dimítrios Régas Yeóryios Doúpis Dimítrios Grávalos Periklís Iakovákis | 3 min 05 s 65      |
| 7    | Botswana          | Isaac Makwala Obakeng Ngwigwa Kamberuka Sakaria California Molefe     | 3 min 05 s 96      |